# Georg Nilsson (brottare)
För arkitekten och byggnadsrådet se Georg A. Nilsson.
Per Edvard Georg Nilsson, född 17 februari 1903 i Katarina församling i Stockholm, död 15 september 1955 i Alingsås stadsförsamling i dåvarande Älvsborgs län, var en svensk byggnadsingenjör och brottare. 
Georg Nilsson tävlade i brottning för Djurgårdens IF och blev svensk mästare i tungvikt grekisk-romersk stil 1931, samt i tungvikt fristil 1933, 1935, 1936 och 1937.
Åren 1939–1943 var han gift med skådespelaren Lill-Tollie Zellman (1908–1989) och från 1943 med Ulla Agnes Sofia Trapp (1909–1972). Nilsson är begravd på Stadskyrkogården i Alingsås.
Denne Georg Nilsson skall inte blandas samman med den Georg Nilsson som tävlade i lättvikt för BK Kärnan och som vann SM-guld i fristil 1929.